# Epsilon Phoenicis
Désignations
Epsilon Phoenicis (en abrégé ε Phe) est une étoile géante orangée de la constellation du Phénix. Sa magnitude apparente est de 3,88.